# Ina Post
Clasina Maria (Ina) Post (Delft, 14 mei 1956) is een Nederlands bejaardenverzorgster die in 1987 onterecht door het Gerechtshof Den Haag werd veroordeeld wegens doodslag op een van haar cliënten. Ze heeft haar gevangenisstraf uitgezeten, maar is altijd haar onschuld blijven volhouden. Haar initiële bekentenis kwam indertijd onder grote druk van de recherche tot stand.
De zaak Ina Post was tot maart 2008 in behandeling bij de Commissie evaluatie afgesloten strafzaken (CEAS). De Hoge Raad besloot in juni 2009 tot herziening, en de zaak werd doorverwezen naar het gerechtshof 's-Hertogenbosch. Het hof besloot in januari 2010 de zaak volledig nieuw te onderzoeken, inclusief de rapporten van de CEAS. Op 6 oktober 2010 is zij door het gerechtshof alsnog vrijgesproken.

## Moord en veroordeling
Op 22 augustus 1986 werd in Leidschendam de 89-jarige mevrouw Kolstee-Sluiter door wurging vermoord. Bij de hoogbejaarde vrouw werden enkele cheques ontvreemd, waarvan men aannam dat deze later door de dader werden geïnd. De politie gebruikte deze cheques voor een handschrift-onderzoek onder de verzorgsters van mevrouw Kolstee-Sluiter. Omdat het handschrift van Post gelijkenissen vertoonde met de handtekening op de cheque, kwam zij als verdachte in beeld.
Post bleef voor de politie de grootste verdachte. Ze bekende later twee keer de moord gepleegd te hebben – naar eigen zeggen onder grote druk van de recherche. Enkele voorbeelden onderstreepten dat deze druk inderdaad aanwezig was. Zo verklaarde Post een boekje met bankafschriften uit het huis van Kolstee-Sluiter meegenomen te hebben. Rechercheurs zouden Post deze verklaring hebben opgedrongen, omdat ze zelf dachten dat het boekje zoek was. Later bleek het boekje voor onderzoek bij de technische recherche te zijn.
Het lukte de recherche niet om meer bewijzen te verzamelen tegen de bejaardenverzorgster. Desondanks werd Post veroordeeld. Ook in hoger beroep werd ze schuldig bevonden en tot zes jaar gevangenisstraf veroordeeld.

## Vrijlating en rehabilitatie
In september 1990 kwam Post vrij na vier jaar detentie. Na haar veroordeling bleef Post proberen haar onschuld erkend te krijgen. In dat kader kwam haar zaak in behandeling bij de Commissie evaluatie afgesloten strafzaken (CEAS).
De Nederlandse socioloog Han Israëls schreef in 2004 een kritisch boek over de zaak, getiteld De bekentenissen van Ina Post. In 2007 verscheen een boek, geschreven door Harrie Timmerman en Dick Gosewehr, waaraan Post medewerking verleende.

## Herziening
Op 16 juni 2006 heeft advocaat Geert-Jan Knoops namens mevrouw Post bij de Hoge Raad een verzoek ingediend tot herziening van haar veroordeling. 
De Hoge Raad had reeds vier herzieningsverzoeken van mevrouw Post niet-ontvankelijk verklaard of afgewezen.
Het onderzoek van de CEAS had mede betrekking op aspecten die ook in het door mr. Knoops ingediende herzieningsverzoek aan de orde kwamen. Daarom besloot de Hoge Raad het rapport van de commissie af te wachten alvorens het verzoek te beoordelen.
19 maart 2008 werd bekend dat de CEAS haar onderzoek had afgerond. Ze onderzocht het oorspronkelijke strafrechtelijk onderzoek van politie en Openbaar Ministerie tegen Ina Post. De conclusie van de commissie luidde dat het oorspronkelijke onderzoek in de zaak en de daarop gevolgde onderzoekshandelingen en beslissingen zodanige onvolkomenheden vertoonden dat niet gesproken kon worden van een correcte, volledige, betrouwbare en evenwichtige presentatie van het onderzoek en de resultaten daarvan aan de rechter.
De Hoge Raad bepaalde in 2009, 22 jaar na de veroordeling van Ina Post, dat de strafzaak in zijn geheel over moest. Deze nieuwe behandeling vond plaats door het gerechtshof Den Bosch. Op 6 oktober 2010 werd zij door het gerechtshof alsnog vrijgesproken.

## Schadevergoeding
Nadat Ina Post alsnog was vrijgesproken ontving zij een schadevergoeding. Hiermee richtte ze het Ina Post Fonds op om onterecht veroordeelden te helpen in hun strijd voor gerechtigheid.

## Boek
In februari 2019 verscheen de roman De negende vrouw - Een ontspoord recherche-onderzoek - gebaseerd op de zaak Ina Post van oud-rechercheur Gerard Olinga, die tijdens zijn loopbaan betrokken was bij diverse geruchtmakende kwesties zoals de herziening van de Puttense moordzaak, de Posbankmoord en de dubbele zwaardenmoord in Wageningen. Daarin laat hij de zaak zich afspelen in zijn geboorteplaats Bierum (Groningen).